# Lescure-d'Albigeois
Lescure-d'Albigeois är en kommun i departementet Tarn i regionen Occitanien i södra Frankrike. Kommunen ligger i kantonen Albi-Nord-Est som tillhör arrondissementet Albi. År 2022 hade Lescure-d'Albigeois 4 585 invånare.

## Befolkningsutveckling
Antalet invånare i kommunen Lescure-d'Albigeois
| Referens: INSEE |